# الإذاعات الدولية السعودية
الإذاعات الدولية السعودية هي مجموعة من الإذاعات السعودية التابعة لوزارة الإعلام السعودية، موجهه للمسلمين حول العالم بدأ بثها عام 1369هـ، بث بمعدل 30 ساعة يوميًا، وقد بدأ اهتمام الإذاعة السعودية بمخاطبة الآخر في الخارج في فترة مبكرة تعود إلى منتصف القرن الماضي، وكانت تُذيع في بداية انطلاقتها بلغتين، والآن تبث بعشر لغات على الموجات القصيرة والمتوسطة منها اللغة الفرنسية، والاوردو، والاندونيسية، والفارسية، والتركية، والتركستانية، والبنجالية، والسواحلية، والصينية، ثم تزايد الاهتمام بمخاطبة مناطق أخرى من العالم حتى بداية القرن الواحد والعشرين حين بدأ بث أحدث الإذاعات السعودية الموجهة عام 2001.
وتعد الإذاعات السعودية الدولية محطة عامة ناطقة بـ15 عشر لغة وهي: اللغة الفارسية، لغة الأوردو، اللغة الروسية، لغة البشتو، اللغة الصينية، اللغة الإسبانية، اللغة الفرنسي، اللغة البنغلاديشية، اللغة التركية، اللغة التركستانية، اللغة الصومالية السواحيلية، اللغة العبرية، اللغة الإندونيسية، اللغة اليابانية، وبثها موجّه خارج المملكة العربية السعودية.